# Orizzonte temporale
In ambito finanziario o in politica economica si definisce orizzonte temporale un arco di tempo nel quale si valuta la bontà di un investimento o di una misura economica dello Stato di intervento nel sistema economico; assieme al capitale e al rischio è una delle tre variabili che vanno assolutamente considerate. Non esiste un orizzonte temporale breve, medio o lungo in senso assoluto, ma va relativizzato e contestualizzato. Così per un'azienda di selvicoltura il breve periodo è sicuramente molto più lungo che per un'azienda che produce computer.

## Descrizione

### Breve periodo
In economia il breve periodo assume che alcuni fattori produttivi si debbano ritenere fissi, perché non c'è tempo sufficiente per consentire loro di cambiare. Ciò è dovuto alla curva del Costo Medio di Lungo Periodo (CMELP) curva, un fattore importante per i modelli microeconomici.
Una generica impresa può fare tre cambiamenti nel breve periodo:
- Aumentare la produzione
- Diminuire della produzione
- Chiudere

### Lungo periodo
Nei modelli economici, lo schema di lungo periodo assume che non vi sia alcuna fissità nei fattori di produzione. Le imprese possono entrare o uscire dal mercato, e il costo (e disponibilità) dei terreni, manodopera, materie prime e beni strumentali possono essere variabili. 
Una generica impresa è in grado di apportare tali modifiche a lungo termine:
- Entrare in un settore
- Aumentare il proprio impianto
- Diminuire il proprio impianto
- Lasciare un settore

In modelli macroeconomici, nel lungo periodo si assume la piena mobilità dei fattori tra settori economici, e spesso si assume la piena mobilità dei capitali tra le nazioni. È famosa l'affermazione di John Maynard Keynes che ha detto "Nel lungo periodo saremo tutti morti".

### Finanza e commercio
In ambito di investimento azionario ad esempio il breve periodo è sicuramente un periodo inferiore ai 24 mesi, il medio periodo un orizzonte compreso tra 2 e 3 anni, sopra i tre anni si parla di lungo periodo. Chiaramente per un investitore che si propone investimenti mordi e fuggi secondo una logica di speculazione anche pochi giorni possono essere considerati un orizzonte temporale lungo.
In contesto di pagamenti nel commercio, il breve periodo tipicamente è pari a massimo un anno, il medio periodo a cinque anni e il lungo periodo a dieci anni (in casi piuttosto rari, quindici). Nel caso in cui si dilaziona il credito, nel contesto del commercio internazionale esso si dilaziona tipicamente a 30, 60 e 90 giorni dall'emissione della fattura o dall'emissione di un documento che attesta il caricamento delle merci senza danni (raramente, il pagamento avviene 6 mesi dopo). Un credito dilazionato permette al compratore di raccogliere abbastanza denaro per pagare la merce, diminuisce il rischio di insolvenza e permette al venditore di andare incontro alle eventuali e momentanee difficoltà del compratore. Siccome il pagamento dilazionato ha dei vantaggi per il compratore, esso può essere utilizzato per rendere le proprie offerte vantaggiose ai potenziali compratori. Se il pagamento riguarda un appalto, e.g. costruzioni di grandi impianti, il pagamento può avvenire nel lungo termine e essere pari a decine di milioni se non di più.
Generalmente il lungo periodo è un arco di tempo in cui si può compiere un intero ciclo economico. Più è lungo l'orizzonte temporale di un investimento e più, a parità di condizioni, diminuisce il rischio; un investimento di lungo periodo dovrebbe essere più remunerativo di un investimento a breve, non fosse altro che per un discorso di liquidità del capitale nel corso del tempo.